# Innocentius X
Innocentius X, egentligen Giovanni Battista Pamphili, född 6 maj 1574 i Rom, död 7 januari 1655 i Rom, var påve från 15 september 1644 till sin död. 

## Tidig karriär
Giovanni Battista Pamphili var son till Camillo Pamphili och Maria Cancellieri del Bufalo. Han studerade vid Collegio Romano, där han avlade doktorsexamen i juridik. År 1604 utnämndes Pamphili till domare vid Sacra Rota Romana, den romerska kurians appellationsdomstol. Mellan 1621 och 1625 var han nuntie i Neapel. År 1625 följde han med påven Urban VIII:s nevö Francesco Barberini i dennes diplomatiska representation till Frankrike och Spanien. Pamphili visade prov på stor diplomatisk skicklighet och utsågs följande år av Urban till nuntie i Spanien.
Pamphili utsågs av Urban VIII till kardinalpräst in pectore 1627. År 1630 mottog han den röda biretten och titelkyrkan Sant'Eusebio. Mellan 1643 och 1644 var han camerlengo.

## Pontifikat
Urban VIII avled den 29 juli 1644 och konklav inleddes. Valet föll på Pamphili och han antog påvenamnet Innocentius X. Valet av Pamphili var en reaktion mot Urban VIII:s franskvänliga politik. Kardinal Jules Mazarin, utsänd från det franska hovet, sökte förgäves förhindra att Pamphili valdes till påve.
Han manade till förföljelser mot sin företrädares anhöriga, men lämnade sina egna – särskilt sin svägerska, Olimpia Maidalchini – stort inflytande över regeringen. För att hopsamla pengar upphävde Innocentius en mängd kloster och lät brottslingar för pengar friköpa sig från straff. I historien är Innocentius mest bekant genom sin protest mot westfaliska freden och genom sitt fördömande (1653) av Cornelius Jansens läror. Innocentius tog ställning mot inkluderandet av kinesiska riter i den så kallade ritstriden i Kina.
Innocentius X har fått sitt sista vilorum i kyrkan Sant'Agnese in Agone vid Piazza Navona. Hans gravmonument utfördes 1729 av den italienske skulptören Giovanni Battista Maini.

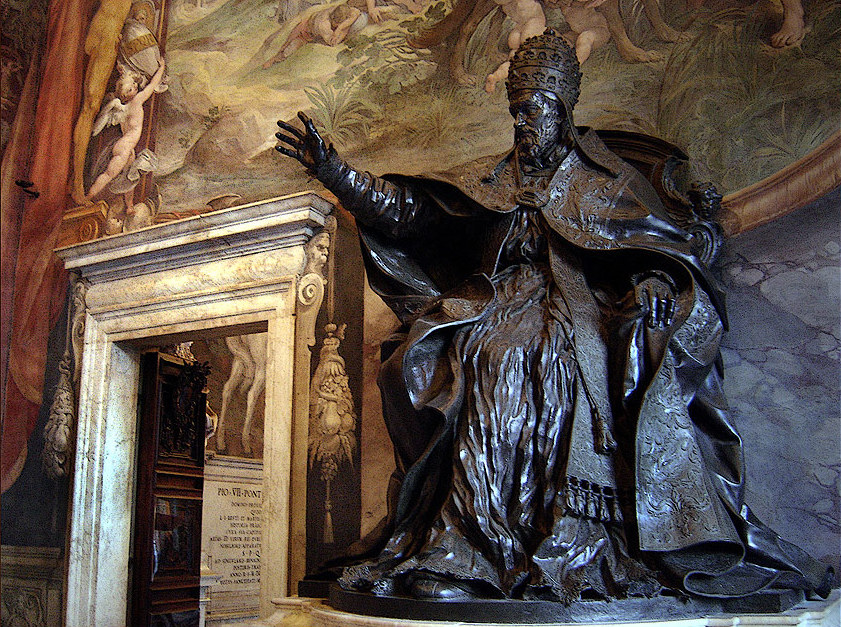
Staty föreställande Innocentius X, utförd av Alessandro Algardi, Musei Capitolini, Rom
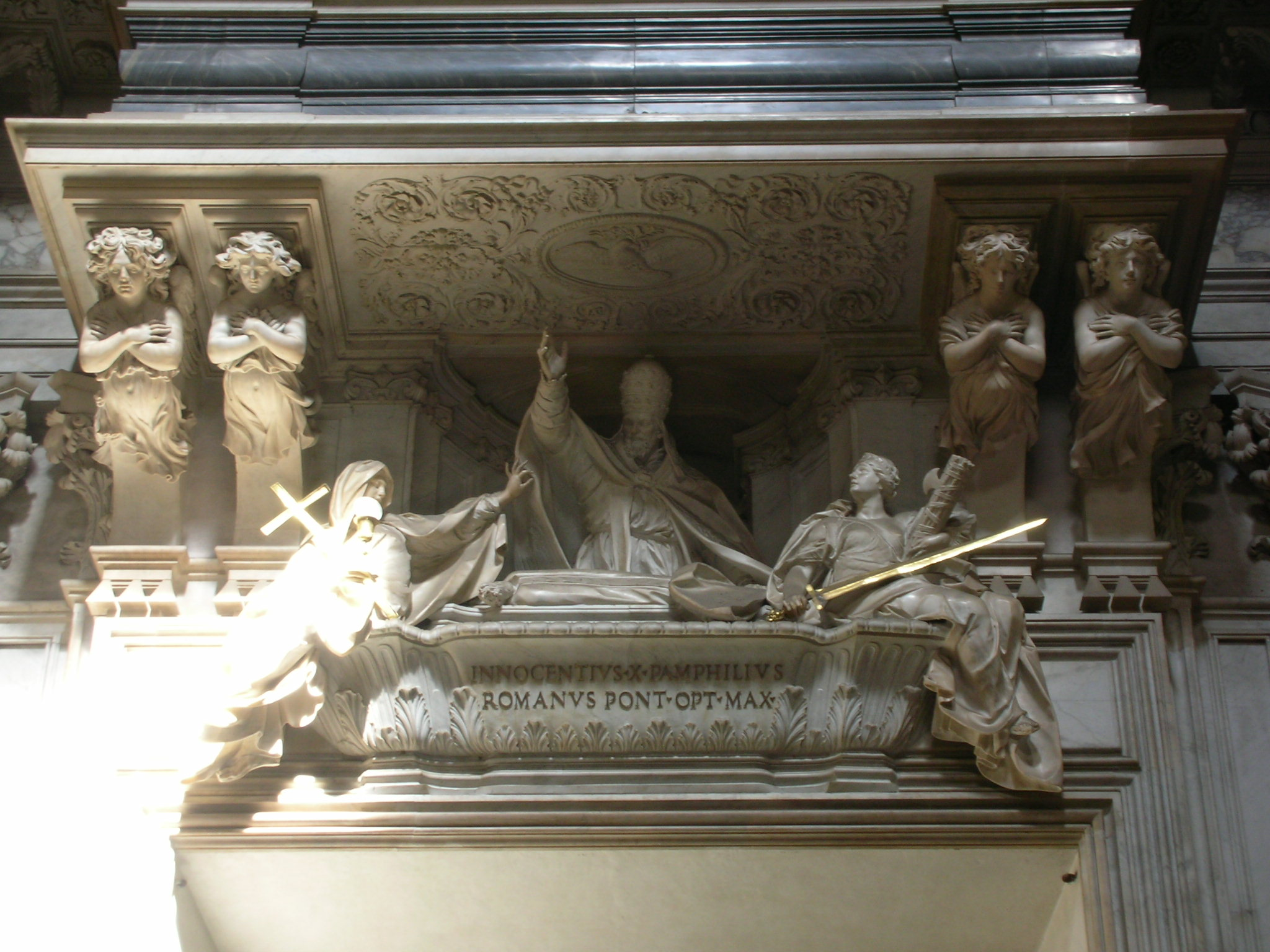
Innocentius X:s gravmonument
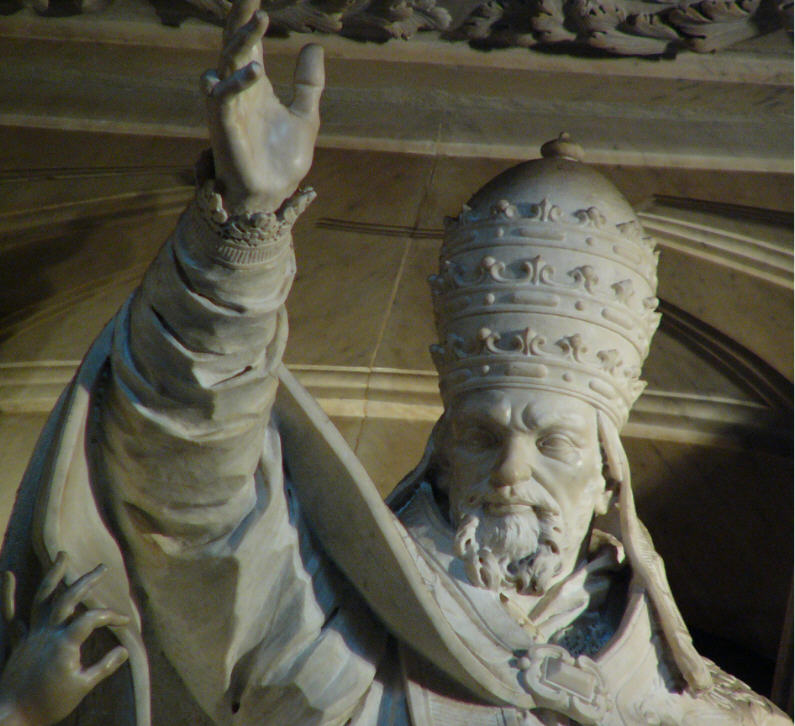
Detalj från gravmonumentet